# 静岡テレメッセージ
静岡テレメッセージ（しずおかテレメッセージ）は、かつて1980年代後半から1990年代にかけて静岡県をサービスエリアとしてポケットベルなどの事業を行っていた企業。

## 概要
当時はテレメの通称で知られ、1990年代中盤の爆発的なポケベル人気の中でNTTドコモと並んで加入者を急増させたが、その後ポケベル人気の中核をなしていた高校生から20代前半の若者らが携帯電話やPHSに急速に移行したことから基地局などの通信設備が過剰となり、その減価償却などに苦しむこととなった。

## 沿革
- 1987年9月25日 - 第一種通信事業許可[1]
- 1988年3月25日 - 開業[1][2]
- 1996年3月 - 加入台数が、10万台を越えピークを記録
- 1999年12月末 - 2万7千台、ピーク時の27%にまで加入台数が減少
- 2000年
  - 3月15日 - NTTドコモ東海の無線呼出サービスへの順次契約切替
  - 6月30日 - 解散を臨時株主総会で決議[3]
  - 8月末日 - サービスを停止しポケットベル事業から撤退| [icon] | この節の加筆が望まれています。 |

## 通信端末
詳細はテレメッセージ内の通信端末を参照のこと。

## 宣伝活動など

### イメージキャラクター
- 大河内奈々子